# 福建农林大学安溪茶学院
福建农林大学安溪茶学院，加挂福建农林大学数字经济学院、福建农林大学安溪校区牌子，简称安溪茶学院，是福建农林大学的一个二级学院，位于福建省泉州市安溪县参内镇。学院占地面积1200亩，建筑面积25万平方米。

## 历史
福建农林大学安溪茶学院成立于2012年，由福建农林大学与安溪县合作创办。2023年5月8日，更名为“福建农林大学茶学院（数字经济学院）”，并加挂“福建农林大学安溪校区”的牌子。

## 院系专业设置
下设4个系：茶学系、商务经济系，管理科学系和财务管理系。
安溪茶学院以茶产业链为主线，设置茶学、数字经济、电子科学与技术、网络工程、商务经济学、财务管理、工业设计7个本科专业；硕士研究生专业有技术经济及管理、农业管理、可持续生态学；博士研究生专业有可持续生态学。

## 學術交流協定校
- 大同技術學院（台灣嘉義市‧2014簽署學術交流協議書）

## 公交車
- 安溪公交公司

| 路线 号码 | 起点站／终点站        | 收费       | 首班                            | 末班                              | 备注 |
| --------- | --------------------- | ---------- | ------------------------------- | --------------------------------- | ---- |
| 5路       | 同美中路 ↔ 茶学院     | 一票制¥1.0 | 同美中路：6:30 茶学院：6:30     | 同美中路：21:30 茶学院：21:30     |      |
| 8路       | 恒兴公交车站 ↔ 茶学院 | 一票制¥1.0 | 恒兴公交车站：6:30 茶学院：6:30 | 恒兴公交车站：21:40 茶学院：21:40 |      |